# Gottfried Keller (politicus)
Gottfried F. Keller (Zofingen, 4 september 1873 – Aarau, 11 januari 1945) was een Zwitsers politicus voor de Vrijzinnig-Democratische Partij (FDP/PRD) uit het kanton Aargau. Hij was ook een bekend verzamelaar en onderzoeker van orchideeën.

## Carrière
Keller, zoon van de journalist Emanuel Gottlieb Keller en broer van de politicus Emil Keller en de jurist Johann Alfred Keller, studeerde rechten aan de universiteiten van München, Berlijn, Lausanne en Bern. Hij was vanaf 1897 advocaat in Aarau. Van 1902 tot 1907 maakte hij deel uit van het stadsbestuur. Van 1907 tot 1912 bekleedde hij de functie van Vizeammann (plaatsvervangend landdrost). Van 1907 tot 1921 en van 1925 tot 1929 was hij lid van de Grote Raad van Aargau.
Van 1912 tot 1943 was hij op federaal niveau lid van de Kantonsraad, waarvan hij in 1925-1926 voorzitter was. Tussen 1928 en 1931 vertegenwoordigde hij Zwitserland bij de Volkenbond.
Tijdens zijn carrière als politicus en bestuurder had hij zitting in 205 commissies. Van 63 daarvan was hij voorzitter. Hij adviseerde vaak de Bondsraad op het gebied van zijn specialisatie verkeer en vervoer.
In het Zwitserse leger had hij de rang van kolonel.

## Orchideeën
Keller, die al in 1896 als jurist de doctorstitel had verworven, kreeg een eredoctoraat aan de Universiteit van Bazel vanwege zijn kennis van orchideeën. Als opvolger van de botanicus Rudolf Schlechter, die stierf na publicatie van het eerste deel, was Keller (met bijdragen van Rudolf von Soó) de samensteller van de Monographie und Iconographie der Orchideen Europas und des Mittelmeergebietes in zes delen (1925-1943). In het natuurmuseum Naturama in Aarau bevindt zich zijn verzameling van meer dan 1200 aquarellen van orchideeën. Deze unieke collectie, waarin vrijwel alle soorten en varianten zijn afgebeeld, werd voor hem geschilderd door in de eerste plaats Elise Hunziker (meer dan 450 aquarellen) en Ludwig Schröter (ongeveer 300) en verder Josef Ruppert, Josef Pohl, Pia Boshardt en Paul Müller-Fehr. Kellers albums met vele honderden foto's van orchideeën bevinden zich in de universiteitsbibliotheek in Bazel.